# Urosepsis
Un urosepsis est un type de sepsis qui désigne les infections urinaires graves. Les urosepsis représentent 20 à 30% des sepsis.